# Carlos Emmanuel Torres
Carlos Emmanuel Torres, conocido como Ema Torres, (Ciudadela (Buenos Aires); 24 de junio de 1992) es un futbolista argentino. Juega como delantero y actualmente se encuentra en Flandria de la Primera B Metropolitana.

## Trayectoria
Goleador de las inferiores en San Lorenzo de Almagro, en el año 2012 fue a préstamo al Club Almagro, llegando a la Final por el ascenso. luego volvió a San Lorenzo para formar parte del equipo de la Primera División. Hizo su debut en el conjunto azulgrana en un choque correspondiente a la fecha 6 del Torneo Final 2014, cuando el equipo dirigido por Edgardo Bauza enfrentó al Club Deportivo Godoy Cruz Antonio Tomba; Torres volvió a tener oportunidad en el equipo de Boedo en la fecha 16 ante el Club Atlético Belgrano desempeñándose como titular. 
Al finalizar su contrato con la institución, regresó al Club Almagro, un año después fue traspasado al Club Sportivo Independiente Rivadavia, en el equipo mendocino jugó durante la temporada 2015/2016. En el año 2016 fue traspasado al Sportivo Dock Sud donde estuvo dos temporadas, teniendo muy buen rendimiento. Luego tuvo un paso fugaz por la liga Bragadense.En 2019 se le presenta la oportunidad de jugar en el exterior, el club es Cibao FC, en el equipo dominicano disputó 12 partidos marcando 6 tantos. En la actualidad se desempeña en el Club Flandria de la Primera B Metropolitana.

### Clubes
| Club                                  | País                 | Año       | Goles |
| ------------------------------------- | -------------------- | --------- | ----- |
| San Lorenzo de Almagro                | Argentina            | 2009-2012 | 0     |
| Club Almagro                          | Argentina            | 2012-2013 | 4     |
| San Lorenzo de Almagro                | Argentina            | 2013-2014 | 0     |
| Club Almagro                          | Argentina            | 2014      | 2     |
| Club Sportivo Independiente Rivadavia | Argentina            | 2015-2016 | 3     |
| Sportivo Dock Sud                     | Argentina            | 2016-2018 | 10    |
| Cibao FC                              | República Dominicana | 2019      | 6     |
| Flandria                              | Argentina            | 2019-2020 | 0     |